# Municipio de Highland (condado de Greene, Indiana)
El municipio de Highland (en inglés: Highland Township) es un municipio ubicado en el condado de Greene en el estado estadounidense de Indiana. En el año 2010 tenía una población de 718 habitantes y una densidad poblacional de 8,48 personas por km².

## Geografía
El municipio de Highland se encuentra ubicado en las coordenadas 39°6′41″N 86°53′17″O / 39.11139, -86.88806. Según la Oficina del Censo de los Estados Unidos, el municipio tiene una superficie total de 84.67 km², de la cual 84,11 km² corresponden a tierra firme y (0,67 %) 0,56 km² es agua.

## Demografía
Según el censo de 2010, había 718 personas residiendo en el municipio de Highland. La densidad de población era de 8,48 hab./km². De los 718 habitantes, el municipio de Highland estaba compuesto por el 97,91 % blancos, el 0,14 % eran afroamericanos, el 0,7 % eran amerindios, el 0,14 % eran asiáticos, el 0,56 % eran de otras razas y el 0,56 % eran de una mezcla de razas. Del total de la población el 1,81 % eran hispanos o latinos de cualquier raza.